# Jaume Passarell i Ribó
Jaume Passarell i Ribó (Badalona, 2 de novembre de 1889—Barcelona, 5 de febrer de 1975) fou un dibuixant, caricaturista i periodista català.

## Biografia
Estudià a l'Ateneu Obrer de Badalona i, més tard, a una acadèmia on aprengué tenidoria de llibres i francès. Ben aviat s'afeccionà al dibuix, fruit de la seva inclinació personal, en no tenir antecedents familiars, fill d'un fuster i una teixidora. Era admirador dels dibuixos i caricatures de la premsa barcelonina, especialment de La Campana de Gràcia. El 1905 es col·locà com a ajudant de mestre, una feina que definí com ingrata. Amb tot, les seves inquietuds i inclinacions bohèmies el portaren a escapar-se de casa i fer un breu i anecdòtic viatge a París, des d'on hagué de tornar per falta de diners. A la Festa Major de Badalona de 1909 és la primera data on es té constància de la seva activitat artística, com a exposant al Teatre Zorrilla al costat dels deixebles d'Eduard Flò, sense que això signifiqui que fos deixeble del pintor, amb el qual no té punts en comú. Possiblement se li va permetre exposar com a jove afeccionat.
El 1911 feu la primera exposició individual i, alhora, les primeres caricatures, a la mostra celebrada al local de la Unió Federal Nacionalista Republicana, que aplegà sobretot caricatures de personatges badalonins. Fou un èxit de públic i entre la crítica, que presentà Passarell com un jove amb futur i la seva obra amb gran elogi. A la Festa Major de 1912 participà en una nova exposició al Centre Badaloní amb Llorenç Brunet, de la qual se n'edità fins i tot un catàleg de la seva obra, prologat per Marc Giró. A finals d'any comença a col·laborar al setmanari satíric Papitu i des d'ençà aleshores s'introduí a la premsa barcelonina del moment. Des de 1914 treballà a nombroses publicacions: L'Esquella de la Torratxa, La Campana de Gràcia i, més endavant, El Mundo Deportivo, La Jornada Deportiva, La Gaceta Deportiva, entre d'altres. Centrà la seva tasca en caricatures del món intel·lectual, bohemi, polític i esportiu, però també en acudits on els ninots són persones anònimes que satiritzen diversos aspectes de la vida de l'època amb l'ajut d'un petit diàleg. Tot i establir-se professionalment a Barcelona, va continuar vivint a Badalona, on esporàdicament va actuar com a membre actiu de la comunitat, per exemple a com a jurat d'uns premis a millors guarniments de carnaval el 1913, o sent convidat el 1914 a l'homenatge a Enric Borràs, al costat d'altres artistes locals com Flò, Brunet o Eveli Torent. Són remarcables també les anècdotes dels trajectes amb tramvia que compartia amb Pompeu Fabra. Durant la Primera Guerra Mundial, el 1915 signà un manifest favorable als aliats, al costat d'altres intel·lectuals, professionals i polítics. Uns anys més tard, el trobem per primera vegada treballant a una publicació badalonina, Pum-Baf! de Carles Bigas i Munné, que va tenir una breu durada entre 1925 i 1926.
Políticament era d'esquerres i ferm republicà, vinculat a Acció Catalana. Defensor dels febles, molt catalanista, però no dogmàtic. El seu subtil sentit crític el portà de vegades a criticar determinades actituds dels immigrants i dels obrers, com l'absentisme laboral. A Barcelona continuà col·laborant, especialment, amb La Publicitat, que sortí des del final de la Gran Guerra fins a 1938, fent no només de ninotaire i caricaturista, sinó que des dels anys 20 també en fou redactor, quan la publicació es vinculà, precisament, amb Acció Catalana. Com a periodista, els seus articles foren de caràcter seriós, en general crítics amb temes d'actualitat, habitualment amb fets succeïts a Badalona. Destaca un article on tractà la vaga obrera de la fàbrica G. de Andreis del costat dels obrers i publicà els sous minsos que pagaven altres empreses establertes a Badalona com la Cros o la Galeta, provocant la clausura durant dues setmanes de La Campana de Gràcia. Aquest fet fou criticat per Passarell en un nou article denunciant que no es podia dir la veritat a la premsa.
Als anys trenta publicà diversos llibres, com Cent ninots i una mica de literatura (1930), on fa caricatures de diversos personatges acompanyant-les d'un text on els descriu en to franc i amistós, i altres de caràcter divulgador com Vida, obra i anècdotes d'En Santiago Rusiñol (1931), L'inventor Narcís Monturiol (1935) i Pompeu Fabra (1938). Amb la fi de la Guerra Civil, el 1939 s'hagué de refugiar a França pel seu compromís públic amb la República, demostrat amb diverses publicacions i alguns acudits anticlericals. S'hi estigué uns anys, però va tornar perquè havia deixat enrere la seva dona i el seu fill. El 1949 publicà Llibre de llibreters de vell i de bibliòfils barcelonins d'abans i d'ara, amb una tirada única de 300 exemplars numerats, editats per l'Editorial Millà, amb treballs tipogràfics de la Impremta Romana i l'òfset dels obradors M. Coll. Es desconeix quan va tornar exactament, però va estar un temps amagat a Barcelona i el 1950 es documentat a Badalona. Aquesta és una etapa dura i grisa de la vida de Passarell, li és complicat reprendre la seva vida professional anterior i no s'esforça per adaptar-se al nou temps, mostrant un rebuig sistemàtic de les manifestacions culturals catalanes del moment amb actitud d'amarguesa. Amb tot no restà inactiu, mantingué contacte amb intel·lectuals i artistes agrupats a Tiana al voltant de Lola Anglada, i dibuixa i publica també per compte propi. Participà amb diverses aquarel·les a les exposicions de Belles Arts de Badalona el 1950 i 1952, aconseguint el segon premi i el premi especial, respectivament, i el 1954, sembla que per motius més econòmics que no pas per promoure la seva obra artística. Finalment, fou administrador de les Galeries Syra, tasca que li encomanaren les propietàries, amb qui tenia amistat i publicà algunes obres on va incloure algunes caricatures, com dos volums de memòries, Homes i coses de la Barcelona d'abans (1968 i 1974), on recull anècdotes relacionades amb la seva vida de periodista bohemi.
Va morir a Barcelona, poc després d'haver-s'hi traslladat a viure amb el seu fill.